# Burg Alt-Urach
Die Burg Alt-Urach ist die Ruine einer Burg in Lenzkirch im Landkreis Breisgau-Hochschwarzwald (Baden-Württemberg) im Schwarzwald.

## Lage
Die Ruine liegt direkt am Ortseingang von Titisee-Neustadt kommend rechter Hand an der Bundesstraße 315 auf einem Bergvorsprung über dem Tal der Haslach.

## Geschichte
Die Burganlage wurde im 13. Jahrhundert durch die Herren von Urach erbaut. Eine urkundliche Erwähnung findet sich 1316 als burg ze Úra.
Sie war im 14. und 15. Jahrhundert im Besitz der Herren von Blumegg und Zentrum der Herrschaft Lenzkirch. 1491 wurde sie an die Grafen von Fürstenberg verkauft, wurde damals jedoch schon als Burgstall, das heißt als unbewohnbar bezeichnet. Seit 1972 ist sie im Besitz der Gemeinde Lenzkirch und wird durch den Schwarzwaldverein Lenzkirch betreut.

## Anlage
An die ursprüngliche Burg mit Viereck-Wohnturm und Mauerring wurde um 1404 ein Hausanbau angegliedert. Das Mauerwerk wurde 1995/96 durch den Schwarzwaldverein Lenzkirch saniert.

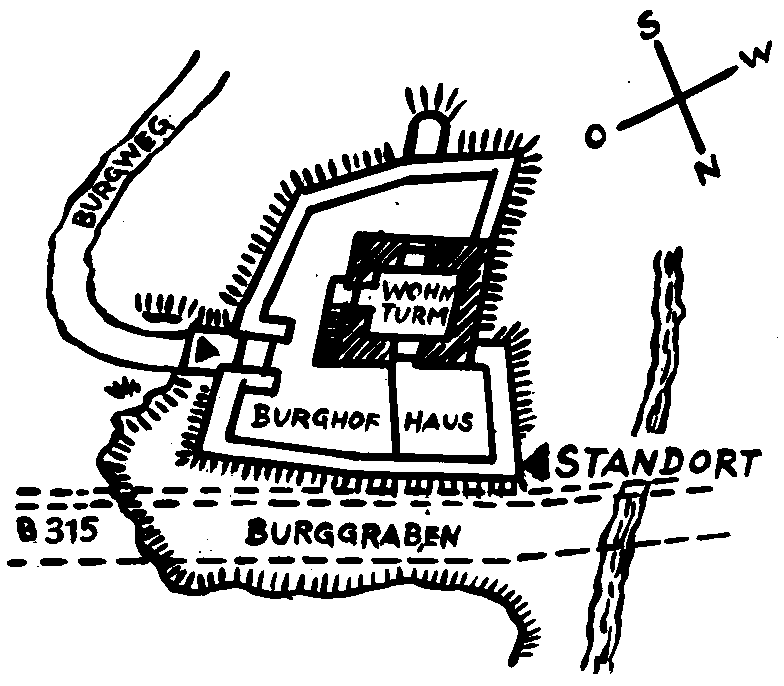
Grundriss
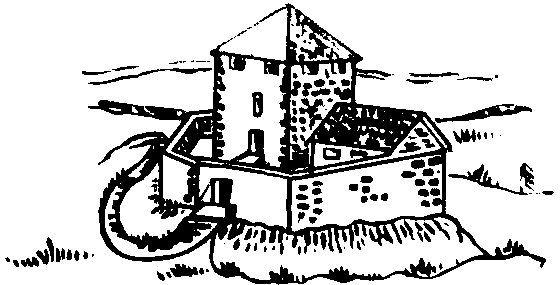
Ansicht von Nordosten (Rekonstruktionszeichnung)